# Melbourne Cricket Ground
Melbourne Cricket Ground (MCG) er et idrætsanlæg, beliggende i Melbourne, Victoria og er hjemsted for Melbourne Cricket Club.